# David Vaněček
David Vaněček (Planá, 9 marzo 1991) è un calciatore ceco, attaccante dell'Opava.

## Carriera

### Club
Ha giocato nella prima divisione ceca, in quella scozzese ed in quella ungherese.

### Nazionale
Ha giocato nelle nazionali giovanili ceche Under-16, Under-18 ed Under-19.